# Idith Zertal
Idith Zertal (Ein Shemer, 12 de noviembre de 1945) es una profesora de historia y ensayista israelí, dicta clases en el Instituto de Estudios Judíos de la Universidad de Basilea (Suiza). 
Es autora de numerosas obras sobre la Shoá e Israel, entre las cuales cabe destacar Des rescapés pour un État. La politique sioniste d’immigration clandestine en Palestine 1945-1948 (Calmann-Lévy, 2000) y Lords of the Land (Dvir, 2005). La nación y la muerte, su obra más importante, ha sido traducida al castellano (Gredos, 2010). Idith Zertal ha publicado traducción al hebreo de los diarios filosóficos de Hannah Arendt. Es crítica con la instrumentalización del holocausto para hacer política en Israel.